# Лінський Дмитро Сергійович
Лінський Дмитро Сергійович — старший солдат підрозділу Національної гвардії України, учасник російсько-української війни, який загинув у ході російського вторгнення в Україну у 2022 році.

## Життєпис
Народився 8 січня 1995 року в м. Краснограді на Харківщині.
Там же й навчався в Красноградському ліцеї №2, а потім в Багатопрофільному ліцеї №4. Фанат футбольного клубу «Металіст» (Харків).
З початком революційних подій в країні, як і переважна більшість фанатського загалу, Дмитро чинив опір злочинному режиму. Прагнучи волі для  української нації, він з 2015 року долучився до Азовського руху. Спочатку це був Нац Корпус, а в 2016 році вже підрозділ АЗОВ. Перед вступом до Азову мешкав в Києві.
Останніми роками допомагав своєму командиру Станіславу Парталі, так вони і стали приятелями. Дуже прискіпливо ставився до своєї роботи, а побратими завжди могли покластися на Дмитра. Мав нагороди від президента України за участь в АТО. Окрім тренувань на полігоні, змагань з боксу та футболу, займався водолазними курсами, стрибками з гелікоптера з парашутом, хотів поїхати на змагання зі снайперської стрільби. Жив у громадянському шлюбі зі своєю коханою та мав багато планів на майбутнє: одружитися офіційно навесні 2022 року, купити будинок у Маріуполі, зробити з нерідного сина, якого виховував з шести років, чемпіона світу з боксу .
Заздалегідь усвідомлював, що буде повномасштабне вторгнення в Україну, і постійно до цього готувався. Під час російського вторгнення в Україну проходив службу в складі ОЗСП «Азов» на посаді снайпер 2-го відділення розвідки спецпризначення першого батальйону.
Загинув 28 лютого 2022 року у боях з російськими окупантами під час оборони м. Маріуполя на Донеччині.
Прощання відбулося 3 червня 2024 року  в крематорії на Байковому кладовищі в Києві.
11 червня 2024 року з Дмитром попрощалися в рідному Краснограді де й і поховали його на «Алеї Слави».

## Нагороди
- орден «За мужність» III ступеня (17 березня 2022, посмертно) — за особисту мужність і самовіддані дії, виявлені у захисті державного суверенітету та територіальної цілісності України, вірність військовій присязі.

## Вшанування пам'яті
В рідному місті Дмитра на сьогоднішній день є проовулок імені Дмитра Лінського.